# Merriams spitsmuis
De merriams spitsmuis (Sorex merriami)  is een zoogdier uit de familie van de spitsmuizen (Soricidae). De wetenschappelijke naam van de soort werd voor het eerst geldig gepubliceerd door Dobson in 1890. De soort is vernoemd naar de Amerikaanse bioloog Clinton Hart Merriam.

## Voorkomen
De soort komt voor in de Verenigde Staten en Canada.